# ㅀ
ㅀは、ハングルを構成する複合終声字母のひとつ。字母ㄹとㅎを組み合わせて終声に用いたもの。名称はリウルヒウッ（리을히읗）。/ㄹ/系の終声。
用言にのみ使われ、終声の/ㄹ/で発音され、次の音節が母音で始まる場合も/ㄹ/が初声化する（終声の表記がㅀであることから、母音が続いた場合、他の多くの複合終声と同様に、「初声に/ㅎ/が現れてそれが語中なので聞こえなくなる」と便宜的に説明されることはあっても、実際に/ㅎ/の音が現れることはない）。ただし、後続するものに対して以下のような働きをする。
後続の子音が平音/ㄱ, ㄷ, ㅈ/である場合、その子音を激音化させて/ㅋ, ㅌ, ㅊ/とする。
- 싫다 [실타]
- 싫고 [실코]
- 싫지 [실치]

後続の子音が平音/ㅅ/である場合、それを硬音化させて/ㅆ/とする。
- 싫습니다 [실씀니다]

後続の子音が鼻音/ㄴ/であるとき、それを/ㄹ/化させる。通常のㄹ動詞がㄹを脱落させるのとは異なっている。
- 뚫다 → 뚫는다 [뚤른다]
- 알다 → 안다 [안다]

| 名称                         | 種類   | コード | HTML実体参照コード | 表示 |
| HANGUL LETTER RIEUL-HIEUH    | 単体字 | U+3140 | &#12608;           | ㅀ   |
| HANGUL JONGSEONG RIEUL-HIEUH | 終声   | U+11B6 | &#4534;            | ᆶ     |

| 音価 | 終声字                     | 複合終声字           | 複合終声字 |
| 音価 | 終声字                     | 前                   | 後         |
| ---- | -------------------------- | -------------------- | ---------- |
| ㄱ   | ㄱ, ㅋ, ㄲ                 | ㄳ                   | ㄺ         |
| ㄷ   | ㄷ, ㅅ, ㅆ, ㅈ, ㅊ, ㅌ, ㅎ |                      |            |
| ㅂ   | ㅂ, ㅍ                     | ㅄ                   | (ㄼ), ㄿ   |
| ㄹ   | ㄹ                         | ㄼ, ㄽ, ㄾ, ㅀ, (ㄺ) |            |
| ㄴ   | ㄴ                         | ㄵ, ㄶ               |            |
| ㅁ   | ㅁ                         |                      | ㄻ         |
| ㅇ   | ㅇ                         |                      |            |